# هانا مونتانا برای همیشه
هانا مونتانا برای همیشه (به انگلیسی: Hannah Montana Forever) یک آلبوم موسیقی متن برای چهارمین و آخرین فصل از مجموعه تلویزیونی هانا مونتانا است، که در ۱۵ اکتبر ۲۰۱۰ توسط والت دیزنی رکوردز منتشر شد. همه یازده قطعه آلبوم توسط بازیگر اصلی آن مایلی سایرس اجرا می‌شود و به شخصیت او هانا مونتانا اعتبار داده می‌شود.
این آلبوم در جدول فرومش موسیقی پرتغال جزو ده آلبوم اول و در جدول آلبوم‌های موسیقی متن ایالات متحده آمریکا در رتبه دوم قرار گرفت.